# Lencsezsizsik
A lencsezsizsik (Bruchus lentis) a rovarok (Insecta) osztályának bogarak (Coleoptera) rendjébe, ezen belül a mindenevő bogarak (Polyphaga) alrendjébe és a levélbogárfélék (Chrysomelidae) családjába tartozó faj. A fajt először Josef Aloys Frölich német entomológus írta le 1799-ben. A főzeléklencse és más lencsefajok kártevője.

## Leírása
Leginkább Európa országaiban terjedt el, de más régiókban is előfordul. A borsózsizsiknél kisebb és nyúlánkabb testű, általában 3-3,5 mm hosszú. Szárnyfedői ás nyakpajzsa nagyon sűrűn, szürkén szőrözött. A nőstény petéit a kinyílt lencsevirágba rakja, majd a kikelő lárva berágja magát a magba. Bábozódáskor a lárva bábja csontfehér színű. A lencsezsizsikkel fertőzött lencseszem peremi részén áttetsző kerekded lyuk látható.